# 拡大造林
拡大造林（かくだいぞうりん）とは、天然林伐採跡地や原野などに人工林を造成することである。戦後の木材不足のため1950年代後半以降国策として積極的に推進され、このことは拡大造林政策と呼ばれる。
拡大造林政策の特徴としては天然林の大規模な皆伐、針葉樹の単一種一斉造林、面積当たりの植え付け数の多さ（密植）が挙げられる。政策期間中には国土の約1割で拡大造林が行われ木材需要の充足に貢献した一方、自然林の大規模な破壊も招いた。1970年代ごろからは収益性の低下、自然保護運動の高まりなどで低調になり、1996年には多くの課題を残したまま終了した。

## 拡大造林政策の背景
大正・昭和初期の日本の林業では、不成績造林地の増加などの人工林施業の行き詰まりのためアルフレッド・メーラーの恒続林思想が注目されていた。収支が悪化していた大正・昭和前期の国有林はこの思想などを取り入れ、一部の木のみを収穫する択伐と人為的な植栽を行わずに自然の営為を活用して森林の再生を行う天然更新を活用した林業を試みることとなった。しかし、当時の技術水準ではこの方式は多くの地域では不可能であった上、実行現場では科学的知見に基づいたマニュアルが守られず既定の伐採量だけが確保されたため天然林の質を劣化させた。
戦中では天然更新活用の潮流そのものが途絶えてしまう。これは軍需物資である木材の増産が必要とされ森林の維持管理や再生が軽視されたためであり、終戦後も長い間天然更新などの手法は顧みられなかった。
終戦直後も復興需要のため過度な伐採が続く一方伐採地の植林が進まず、水害や土砂崩れの多発、木材需給のひっ迫などを招いていた。この状態への国民の認識が深まりはじめる中、政府は私有地への強制的な植林を含めた規制の導入と補助の強化により森林と林業への影響力を強め、未開発林の利用に必要な林道の延伸と人工林の拡大の計画、促進を開始した。1954年には拡大造林事業に活用されることになる適地適木調査が開始された。

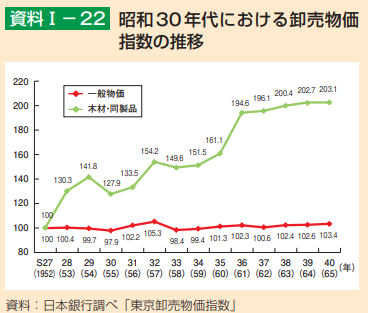
1952-65年の一般物価と木材・木材製品の卸売物価指数の推移。
林野庁作成「平成25年度 森林及び林業の動向」p28より。簡単なグラフのため著作権は存在しない。

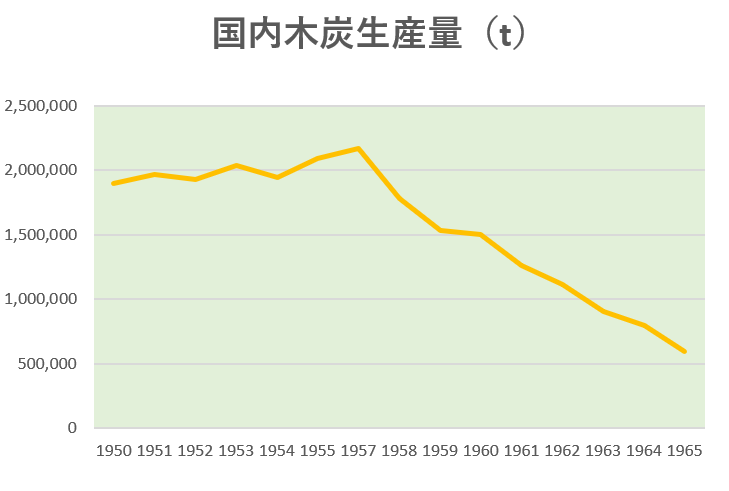
1950-1965年の国内木炭生産量。1957年をピークに木炭生産は急速に衰退した。

1956年には無事伐採跡地の造林が終了するなど森林の復興が順調に進む中、森林資源の豊富な植民地の喪失、国内のパルプ材需要の高まりと製紙技術の進歩から国内の広葉樹資源の需要が、また経済発展に伴い建築材に使われる針葉樹資源の需要が高まり、木材価格は1961年までの10年で2倍超に高騰した。一方で、石油やガス、電気の普及のため薪炭林の利用は1950年代半ばごろから減少していった。

## 政策としての実施
1950年代後半から1970年までは天然林の伐採と針葉樹の人工林が進み、拡大造林の時代として位置づけられる。

### 拡大造林政策の開始と活発化
木材価格の高騰や山林の荒廃から木材生産の増大と植林を求める世論が高まり、1955年には河野一郎農林相により国が責任を持って民有林を人工林に変えていく国営造林構想が打ち出された。これ以降、この動きを後押しする施策が相次いで出されるとともに、拡大造林が急速に進んでいった。
- 1956年には奥地の伐採と拡大造林に利用できる林道を整備する森林開発公団が設立された[8]。
- 1957年には補助金算定方法の改正が行われ拡大造林が再造林（人工林伐採跡地の造林）より優遇されるようになった[18]。
- 1957年には国有林経営合理化方針と、それをもとにした国有林生産力増強計画[注 5]も策定された。これらには当時成長力の低いとみなされた広葉樹林や一部の針葉樹林を、新技術により早期の収穫が見込めるとされた針葉樹の人工林に置き換える計画も含まれていた[6]。
- 1958年には土地所有者が外部の資金や技術を導入して造林を行うことを目的とする分収林特別措置法が制定され、民間部門では製紙・パルプ業界資本による一年あたりの拡大造林の面積が1960年代初期には10年前の10倍以上にまで膨らんだ[8][19][注 6]。

1960年代には年間30万ha超ものハイペースで拡大造林が実施された。民間の拡大造林は活発であったが地方での賃労働の浸透と過疎化、木材価格の低下、さらに製紙・パルプ業界での廃材や外材パルプの利用の広がりもあり停滞、減速した。この時期に拡大造林を支えたのは、民間事業者ではなく森林開発公団（1956年に業務過多となっていた国有林野事業から水源林造成事業を引き継いだ)や1959年以降各地に設立された造林公社・林業公社による過疎地や低開発地域などを中心にした造林であり、民間や農林漁業金融公庫の資金が利用された。1960年代には積極的な林道の建設も行われ、奥地の森林の伐採と拡大造林を支えた。

### 拡大造林の減速
1970年代ごろは外材の輸入による木材価格の低下もあり、収益性の悪化などから拡大造林の実施面積が年を経るごとに減少し1977年には年間20万haとなるまで落ち込んだ。また自然保護を重視し過度な天然林伐採を批判する世論が高まり、国有林や全国森林計画での皆伐面積の減少といった成果を生むなど多少なりとも政策に影響を与えた。経済界においてもこのような動きに賛同する方針が打ち出され、背景には外材の輸入拡大による国産材増産への関心の低下、森林とその機能を重視する社会的潮流などがあった。
1970年代には拡大造林の減速に加え造林後の人工林の手入れの遅れも問題になり、双方の課題に対処するため人工林の保育（植栽後の下刈りや間伐といった作業）への補助拡大、林業の集団化と協業化などを意図した政策が矢継ぎ早に打ち出された時期でもあった。

### 見直しと終了
1980年代には拡大造林政策そのものが見直されることとなった。この方針が明確になったのは1986年に林政審議会が「拡大造林を主体とした林業政策を見直」すと答申で述べた際であったが、1980年代にはこの答申以前からもこれまでの拡大造林・針葉樹一辺倒の政策の見直しが相次いで行われた。
- 1984年には複層林造成パイロット事業実施要領が制定され、皆伐を行わない複層林の造成が試験的に実施されることとなった[29]。
- 1985年には拡大造林と再造林（人工林跡地の造林）の補助制度上の区別が撤廃された[28][注 12]。
- 1986年には広葉樹林の造成が初めて補助の対象とされるようになった[28][注 13]。
- 1987年には「森林資源に関する基本計画及び重要な林産物の需要並びに供給に関する長期の見通し」が改訂され、拡大造林を主体とした森林整備の方針が転換された[30]。
- 1989年には初めて森林保護地域が設定され、国有林においても過度の伐採が抑制された[注 14]。この政策は、日本自然保護協会などによる民間の運動により実現したものだった[32]。

1996年11月には、「森林資源に関する基本計画及び重要な林産物の需要並びに供給に関する長期の見通し」が再度改訂され、ついに人工林の造成の段階は終わり、生態系としての森林の質的充実が必要とされるとの認識が示された。一般的に拡大造林政策が終了したのはこの時点とされる。これ以降、林野庁は間伐、里山などの手入れの促進、またそれらのための地方自治体との連携を森林の質的充実の課題とみなすようになった。

## 拡大造林政策の影響

### 期待未満の成長量
国有林での拡大造林は、新技術により現存の森林以上に人工林の成長が増大することを期待して行われた。しかし実際には効果が薄く、また悪条件の地域では人工林の育成に失敗することも多かった。

#### 新技術への過度な期待
林野庁などは森林での施肥や育種（品種改良）などの新技術により人工林の成長量が天然林より大きくなるというエビデンスに乏しい主張に基づき、日本奥地の国有林で天然林の乱伐と人工林育成の試みを行った。結局のところこれらの技術は期待されたほどの効果をもたらさなかった。

#### 奥地での拡大造林の失敗
また風害や病虫害、日本海側の豪雪地帯での雪圧による被害などのため、造林が成功しない土地が1987年には造林地の2割を占めるほど多く発生した。このため1968年頃からブナの天然更新の試みがなされたが、当時の知見の不十分さや作業の省略のため成功しない箇所も多かった。

### 水害・土砂災害の一時的な多発
戦中からの伐採や拡大造林のため1940年から1967年に国内の森林の伐採面積はピークに達した。一年あたりの氾濫面積は同時期、一件の風水害あたりの山腹崩壊の発生件数は1950年から1988年ごろに最大であり、どちらの多発も森林伐採が主な原因となっていると考えられる。後者のピークが森林伐採のピークから10年以上遅れているのは伐採後の植林地での樹木根系の抵抗力が伐採の10-15年後に最小になり、崩壊を防ぐ強度に戻るには伐採後20年以上かかるためである。1989年以降は拡大造林期に植栽した人工林の成熟や治水、治山工事の進展、保安林の拡大のため洪水、土砂災害がともに減少した。

### 動物の個体数と分布への影響

#### シカの増加と分布拡大
拡大造林政策の一環として行われた山奥での大規模な伐採はシカ(ニホンジカ)の餌場を一時的に増やし、シカの個体数を増加させたと考えられる。これは拡大造林に限らず、森林伐採そのものがシカに適した環境を作り出すためである。
天然林伐採跡地(拡大造林実施地を含む)では伐採後10年まではシカの食物となる植物が通常より多く、一方で造成後20年以上の人工林では伐採後10年までと比べて3割程度しかシカの食物が存在しないことが知られている。丹沢山地での研究ではこれらの土地は主に繁殖や育児のため多くの栄養を必要とするメスに利用されることが観測されており、また伐採後10年までの林分の面積とシカの密度がほぼ比例していたことも明らかになっている。さらに、1960年代ごろの丹沢ではシカの分布拡大地域が戦後に大規模な拡大造林がなされた地域と一致していたとの報告もある。
伐採時にできた餌場はこれらの人工林の成長に伴い1980年代前後から減少し、シカの人工林の多い地域への分布の拡大、集落や農地周辺、奥地天然林でのシカの個体数の増加を招いたとされる。このような事例は、実際に宮崎大学演習林にて報告されている。
伐採によるシカの増加は、決して日本のみで起きているわけではない。フィンランドでは1970年代以降拡大造林に伴うとみられるヘラジカの増加が獣害を引き起こしている。

#### カモシカの増加と減少
戦後の拡大造林は初期には餌となる下草の増加を通じてカモシカを増加させ、また分布の低標高域への拡大も招いた。この結果、1970年代にはカモシカによる林業被害が問題視され1979年には捕獲が認められるようになった。
一方で、近年ではシカの増加と分布拡大のカモシカに与える悪影響が懸念されている。ほぼすべての保護地域でカモシカの減少が確認され、隔離分布している近畿以西では地域的な絶滅に向かいかねない。これには森林の成長に伴う餌の減少のほかに、シカの個体数増加の影響も関連していると考えられており、実際にシカが増加した地域でのカモシカの減少が各地で報告されている。影響を与えた具体的な要因としては、カモシカのシカを避ける習性も一因として想定されるが主要な理由はシカの採食による林床植生の消滅と考えられる。
さらにシカ捕獲を目的とした罠にかかる事例、他の動物による農業被害をカモシカによるものと誤認する事例なども相次いでいるほか、九州山地では人工林の伐採の拡大に伴うシカの増加の悪影響なども懸念され、今後の状況は予断を許さない。